# Guttecoven
Guttecoven (Limburgs: Göttekaove) is een dorp dat deel uitmaakt van de gemeente Sittard-Geleen in de Nederlandse provincie Limburg. Op 1 januari 2023 woonden er 1.240 mensen. Guttecoven ligt ten westen van Limbricht. Van 1800 tot 1982 behoorde Guttecoven tot de gemeente Limbricht. De toenmalige gemeente Limbricht ging op haar beurt op in de gemeente Sittard. Vanaf 2001 is Guttecoven een van de kerkdorpen behorende bij de huidige gemeente Sittard-Geleen.

## Etymologie
De oudste vermelding van Guttecoven is uit 1296: Guttichoven, later (in 1535): Guttinckoven. De naam Guttecoven is een samenvoeging van de persoonsnaam "Gutto", een element "-ing" (relatie-aanduidend), en "hoven" of woonhuis. Dus kortweg: "woning van de familie van Gutto".

## Geschiedenis
Guttecoven viel tot 1981 onder de gemeente Limbricht, maar heeft die bestuurlijke band pas begin 19e eeuw gekregen. Voorheen had het dorp geen enkele band met Limbricht. Vanouds was het een 'zelfstandige' Gulikse plaats, behorende tot het ambt Born en tevens tot de schepenbank Born. De heer van Limbricht had geen enkele zeggenschap over het dorp, wel de hertog van Gulik. Ook kerkelijk is het altijd een zelfstandige parochie geweest. Alleen in de Franse tijd en nog enkele jaren daarna is de parochie samengevoegd geweest met de parochie Limbricht. Daarna is Guttecoven weer een zelfstandige parochie geworden, wat vandaag de dag nog steeds het geval is.
In 1926 werd er een tramspoor van de tramlijn Roermond - Sittard tussen Born en Sittard gelegd via Limbricht. In 1931 ging de dienst van start en bij het einde van de Beukenboomsweg kwam de tramhalte Guttecoven, waar gestopt werd ‘op tijdig verzoek’. In 1933 reed de laatste tram omdat de tramlijn omgebouwd werd tot de huidige goederenspoorlijn Sittard – Born.

## Kerk
De eerste vermelding van de Sint Nicolaaskerk dateert van 1336. In 1838 stond in Guttecoven een eenbeukig kerkje, met fronttoren. In 1848 werd het schip van de kerk vervangen door een neoclassicistisch driebeukig schip met rondboogvensters en een tongewelf op ontwerp van architect J.L. Lemmens uit Beek. 
In 1964 werd het oude schip gesloopt en tot nieuwbouw overgegaan. Als architect werd Jos van der Pluijm aangezocht. Guttecoven was Van der Pluijms laatste parochiekerk. In 1965 werd de kerk in gebruik genomen. In de nieuwe kerk bevinden zich nog enkele voorwerpen uit het vorige kerkgebouw, te weten een achttiende-eeuws Nicolaasbeeld, een klok uit 1517 en een dertiende-eeuwse doopvont uit Naamse steen.

## Bezienswaardigheden
- De Sint-Nicolaaskerk van 1965.
- Tussen Guttecoven en Berg aan de Maas ligt in het veld de Mariakapel gedateerd vóór 1840.
- Onze-Lieve-Vrouw-van-Goede-Raadkapel, van 1955, aan hoek Veerstraat/Rijstraat.
- Aan de noordwestzijde van het dorp ligt het Kasteel Grasbroek gedateerd 1596.
- Tussen Guttecoven en Kasteel Grasbroek liggen de resten van een omgrachte motte, die in de volksmond de “Stoel van Swentibold” werd genoemd. Op deze motte moet ooit, eeuwen geleden, een toren hebben gestaan. Volgens een volksoverlevering hoorde deze toren bij het kasteel van Zwentibold, de legendarische negende-eeuwse koning van Lotharingen.

Zie ook
- Lijst van rijksmonumenten in Guttecoven
- Lijst van gemeentelijke monumenten in Guttecoven

## Natuur en landschap
Guttecoven ligt op een leemplateau op een hoogte van ongeveer 48 meter. Hier wordt grootschalige landbouw bedreven. In het noorden ligt bosgebied Grasbroek met het Kasteel Grasbroek, en in het noordoosten vindt men het Limbrichterbos. Beide bosgebieden zijn restanten van het Graetbos.

## Nabijgelegen kernen
Einighausen, Limbricht, Obbicht, Nieuwstadt, Born
Steden: Geleen · Sittard

Dorpen: Born · Buchten · Einighausen · Grevenbicht · Guttecoven · Holtum · Limbricht · Munstergeleen · Obbicht · Papenhoven

Buurtschappen en gehuchten: Abshoven · Daniken · Graetheide · Harrecoven · Rosengarten · Schipperskerk · Windraak

Woonwijken: Baandert · Broeksittard · Geleen-Centrum · Geleen-Noord · Geleen-Zuid · Hondsbroek · Kemperkoul · Kluis · Kollenberg-Park Leyenbroek · Limbrichterveld · Lindenheuvel · Oud-Geleen · Overhoven · Sanderbout · Sittard-Centrum · Stadbroek · Vrangendael

Limburg: Steden en dorpen      Nederland: Provincies · Gemeenten